# Pomakantowate

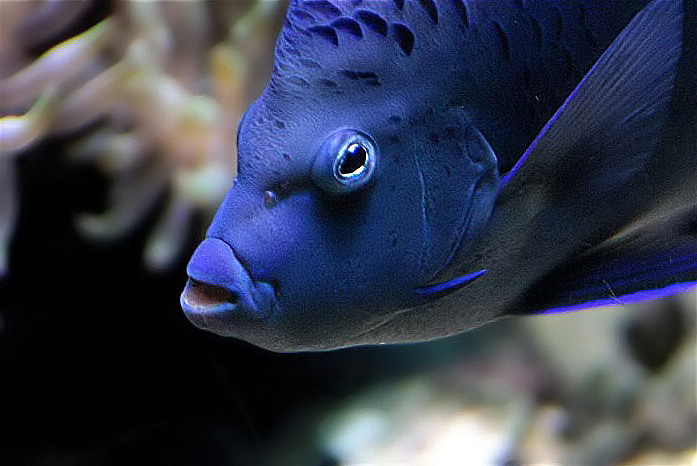
Pomacanthus maculosus

Pomakantowate, ustniczkowate (Pomacanthidae) – rodzina małych morskich ryb okoniokształtnych. Spotykane w hodowlach akwariowych.
Występowanie : rafy koralowe Oceanu Atlantyckiego, Indyjskiego i zachodniego Pacyfiku.

## Cechy charakterystyczne
- ciało wysokie, silnie bocznie spłaszczone
- intensywne ubarwienie zmieniające się z wiekiem ryby
- mocny kolec u podstawy pokrywy skrzelowej
- trzy kolce w płetwie odbytowej
- zdolność do zmiany płci (hermafrodytyzm)

## Klasyfikacja
Rodzaje zaliczane do tej rodziny:
Apolemichthys — Centropyge — Chaetodontoplus — Genicanthus — Holacanthus — Paracentropyge  — Pomacanthus — Pygoplites